# Megan Walsh (football)
Pour les articles homonymes, voir Megan Walsh.
Megan Walsh, née le 12 novembre 1994 à Bromsgrove en Angleterre, est une footballeuse internationale irlandaise jouant au poste de gardienne de but à West Ham United. Après avoir été sélectionnée dans les équipes de jeunes de l'Angleterre, Walsh choisit en 2022 de jouer pour l'Irlande. À ce titre, elle participe à la Coupe du monde 2023.

## Carrière

### En club
Transférée depuis Notts County, La carrière de Megan Walsh décolle vraiment à partir de son transfert vers Yeovil Town. Elle y trouve la place de titulaire qui lui faisait défaut dans les clubs précédents. Mais en 2019, le club est relégué en deuxième division avant de disparaitre complètement. Elle est alors transférée vers Brighton & Hove Albion.
Le 18 août 2023, Megan Walsh quitte Brighton & Hove Albion pour signer à West Ham United,.

### En équipe nationale
Megan Walsh est régulièrement sélectionnée dans les équipes de jeunes de l'Angleterre depuis les moins de 15 ans jusqu'aux moins de 23 ans. Elle dispute même les Universiades 2017 avec le maillot anglais. Mais elle n'arrive pas à intégrer l'équipe nationale senior. Elle se tourne alors vers l'Irlande. Grâce à un grand-père originaire de Wexford elle peut prétendre à une sélection en équipe de république d'Irlande.
A l'automne 2021, elle est sélectionnée par Vera Pauw qui est en pleine réflexion à propos du poste de gardienne de but pour les qualifications à la coupe du monde. Elle intègre la sélection irlandaise pour des matchs contre la Slovaquie et la Géorgie mais reste sur le banc de touche. C'est Courtney Brosnan qui dispute les deux rencontres. Elle obtient sa première cape en février 2022 à l'occasion du tournoi amical de la Pinatar Cup. Elle est dans les cages irlandaises contre la Russie.
Le 11 octobre 2022, elle fait partie de la sélection irlandaise qui se qualifie pour la première fois de son histoire pour une Coupe du monde. L'Irlande bat l'Écosse 0-1 à Hampden Park. Elle y est remplaçante.
En juin 2023, elle est sélectionnée pour disputer la coupe du monde 2023 en Australie.